# Ligne Kita-Matsue
La ligne Kita-Matsue (北松江線, Kita-Matsue-sen) est une ligne ferroviaire de la compagnie Ichibata Electric Railway (Bataden), située dans préfecture de Shimane au Japon. Elle relie la gare de Dentetsu-Izumoshi à Izumo à la gare de Matsue-Shinjiko-Onsen à Matsue en suivant la rive nord du lac Shinji.

## Histoire
La ligne ouvre en 1914 entre Izumo-Imaichi (aujourd'hui Dentetsu-Izumoshi) et Unshū-Hirata. Elle est prolongée à Ichibata (aujourd'hui fermée) en 1915 puis à Kitamatsue (aujourd'hui Matsue-Shinjiko-Onsen) en 1928. 

## Caractéristiques

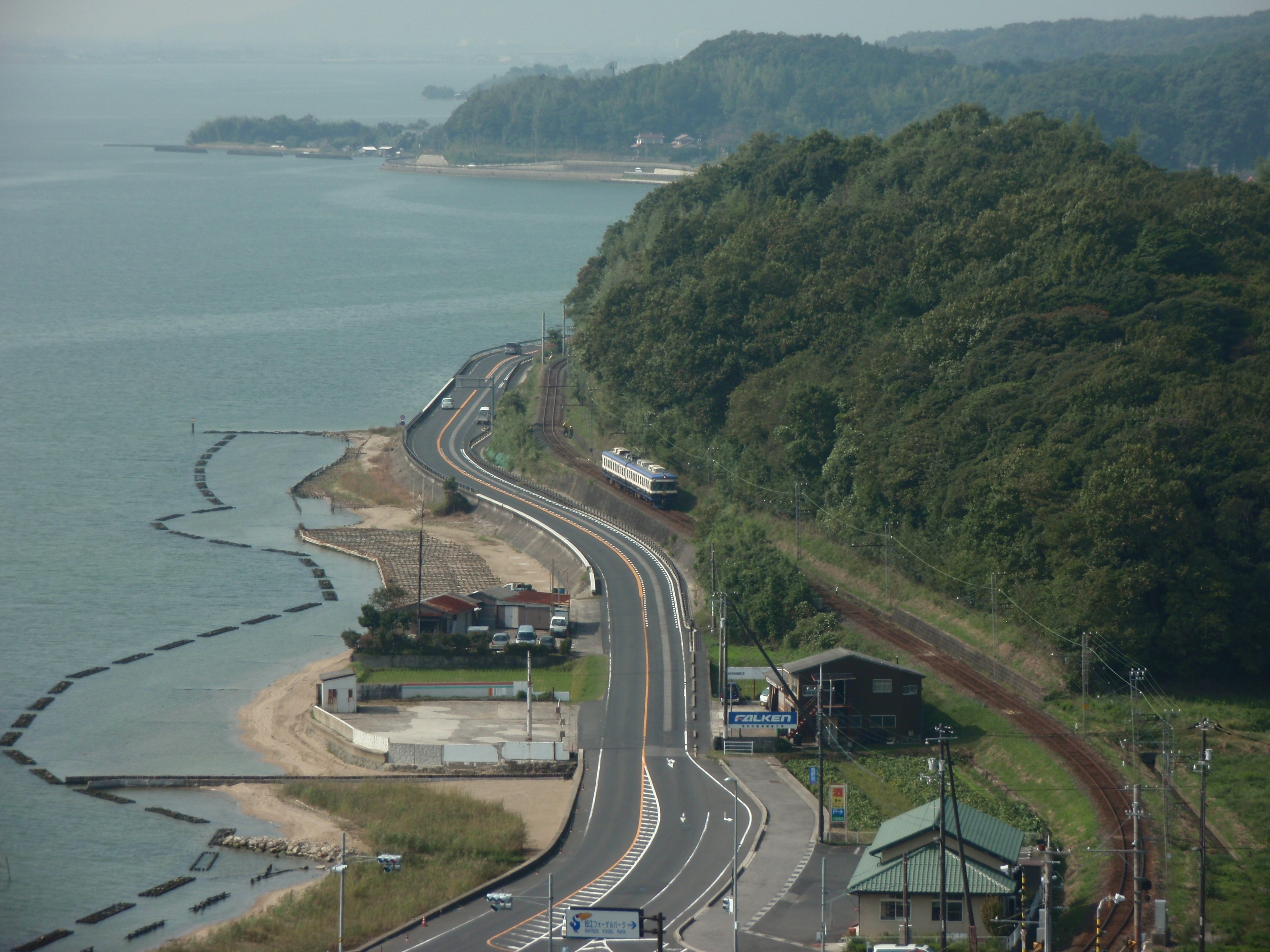
La ligne le long du lac Shinji.

### Ligne
- Longueur : 33,9 km
- Ecartement : 1 067 mm
- Alimentation : 1 500 V cc par caténaire
- Nombre de voies : Voie unique

### Liste des gares
La ligne comporte 22 gares.
| Numéro | Gare                               | Nom japonais                 | Distance (km) | Correspondances               | Localisation |
| ------ | ---------------------------------- | ---------------------------- | ------------- | ----------------------------- | ------------ |
| 1      | Dentetsu-Izumoshi                  | 電鉄出雲市                   | 0             | JR West : San'in (à Izumoshi) | Izumo        |
| 2      | Izumo Science Center Park Town Mae | 出雲科学館パークタウン前     | 0,8           |                               | Izumo        |
| 3      | Ōtsumachi                          | 大津町駅                     | 2,0           |                               | Izumo        |
| 4      | Takeshi                            | 武志                         | 4,1           |                               | Izumo        |
| 5      | Kawato                             | 川跡                         | 4,9           | Bataden : Taisha              | Izumo        |
| 6      | Ōtera                              | 大寺                         | 6,4           |                               | Izumo        |
| 7      | Midami                             | 美談                         | 7,7           |                               | Izumo        |
| 8      | Tabushi                            | 旅伏                         | 9,0           |                               | Izumo        |
| 9      | Unshū-Hirata                       | 雲州平田                     | 10,9          |                               | Izumo        |
| 10     | Nunozaki                           | 布崎                         | 14,5          |                               | Izumo        |
| 11     | Koyūkan-Shineki                    | 湖遊館新駅                   | 15,2          |                               | Izumo        |
| 12     | Sono                               | 園                           | 15,9          |                               | Izumo        |
| 13     | Ichibataguchi                      | 一畑口                       | 17,5          |                               | Izumo        |
| 14     | Inonada                            | 伊野灘                       | 19,4          |                               | Izumo        |
| 15     | Tsunomori                          | 津ノ森                       | 21,2          |                               | Matsue       |
| 16     | Takanomiya                         | 高ノ宮駅                     | 22,5          |                               | Matsue       |
| 17     | Matsue Vogel Park                  | 松江フォーゲルパーク         | 23,8          |                               | Matsue       |
| 18     | Aikamachi                          | 秋鹿町                       | 25,0          |                               | Matsue       |
| 19     | Nagae                              | 長江                         | 26,7          |                               | Matsue       |
| 20     | Asahigaoka                         | 朝日ヶ丘                     | 28,0          |                               | Matsue       |
| 21     | Matsue English Garden Mae          | 松江イングリッシュガーデン前 | 29,6          |                               | Matsue       |
| 22     | Matsue-Shinjiko-Onsen              | 松江しんじ湖温泉             | 33,9          |                               | Matsue       |